# Diecezja Bomadi
Diecezja Bomadi (łac. Diœcesis Bomadiensis) – rzymskokatolicka diecezja w Nigerii. Powstała w 1991 jako misja sui iuris. W 1996 promowana do rangi wikariatu apostolskiego. 21 września 2017 podniesiona do rangi diecezji. Biskup Bomadi jest sufraganem metropolity benińskiego.

## Główne świątynie
- Katedra: Katedra Matki Bożej Wodnej w Bomadi

## Biskupi ordynariusze

### Superior misjisui iuris
- Thomas Vincent Greenan SPS (1991–1996)

### Wikariusze apostolscy
- Joseph Egerega (1997–2009)
- Hyacinth Egbebo MSPN (2009–2017)

### Biskupi diecezjalni
- Hyacinth Egbebo MSPN (od 2017)